# Marek Klimek
Marek Klimek (ur. 14 października 1975 w Bychawie) – polski socjolog.

## Życiorys
Ukończył studia socjologiczne na Katolickim Uniwersytecie Lubelskim (KUL) w 2000 roku. Stopień naukowy doktora nauk humanistycznych w zakresie socjologii uzyskał w 2005 roku na podstawie rozprawy Samorząd miast II Rzeczypospolitej. Publiczna debata i rozwiązania ustrojowe na Wydziale Nauk Społecznych KUL w Lublinie. Następnie pojął pracę jako adiunkt w Instytucie Socjologii Wydziału Zamiejscowego Nauk o Społeczeństwie KUL Jana Pawła II w Stalowej Woli. Od 2007 roku pełnił funkcję dyrektora Domu Pomocy Społecznej w Popkowicach, a od 2015 roku jest dyrektorem Powiatowego Centrum Pomocy Rodzinie w Kraśniku.
Studia podyplomowe na Uniwersytecie Marii Curie-Skłodowskiej w Lublinie ukończył w 2008 roku. W 2014 habilitował się na podstawie dorobku naukowego oraz rozprawy Samorząd terytorialny w deklaracjach ideowych i praktyce politycznej Polskiego Stronnictwa Ludowego w III Rzeczypospolitej na UAM w Poznaniu.
Jest również autorem monografii i publikacji z zakresu socjologii, polityki społecznej oraz samorządu terytorialnego.

## Wybór publikacji
- Samorząd miast II Rzeczypospolitej. Publiczna debata i rozwiązania ustrojowe. 2006, ISBN 978-8391846056.
- Dokąd zmierza pomoc społeczna? Perspektywy rozwoju po wstąpieniu Polski do Unii Europejskiej. KUL, Stalowa Wola 2009, ISBN 978-8361307259.
- z Jarosławem Czerwem: 10-lecie funkcjonowania samorządu powiatowego (1999-2009). Doświadczenia i perspektywy. Lublin 2010, ISBN 978-8392760511.
- z Bogdanem Więckiewiczem: Współczesna rodzina w dobie przemian społeczno-kulturowych. Wydawnictwo KUL, Lublin 2012,  ISBN 978-8377025116.
- z Bogdanem Więckiewiczem: Problemy współczesnej rodziny polskiej. Wydawnictwo KUL, Lublin 2012, ISBN 978-8377025482.
- Od przeszłości do przyszłości. Górniczy ruch związkowy i działalność Związku Zawodowego Górników w Polsce. Katowice 2012, ISBN 978-8392990154.
- Samorząd terytorialny w deklaracjach ideowych i praktyce politycznej Polskiego Stronnictwa Ludowego w III Rzeczypospolitej. Wydawnictwo KUL, Lublin 2013, ISBN 978-8377027059.
- et al.: Samorząd gminny w III Rzeczypospolitej. Doświadczenia i perspektywy. Wydawnictwo KUL, Lublin 2013, ISBN 978-8377026731.
- Ochrona praw dziecka w systemie prawa międzynarodowego XX wieku. [w:] Pedagogika Katolicka. Nr 8 (1/2011), s. 116-127. (pdf)